# Issa Ndoye
Pour les articles homonymes, voir Ndoye.
Issa Ndoye est un footballeur sénégalais, né le 12 décembre 1985 à Thiès. Il évolue au poste de gardien de but, au FC Mulhouse, en division National 3, en Alsace.

## Palmarès
Zob Ahan FC
- Vainqueur de la Coupe d'Iran en 2009.